# Książ Wielkopolski
Książ Wielkopolski (tyska Xions, 1940–43 Tiefenbach, 1943–45 Schonz) är en stad i Storpolens vojvodskap i Polen. Staden har en yta på 1,96 km2, och den hade 2 776 invånare år 2014.

## Kända personer från
- Heinrich Graetz (1817–1891), tysk-judisk teolog och historiker